# Tothia fuscella
Tothia fuscella är en svampart som först beskrevs av Pier Andrea Saccardo, och fick sitt nu gällande namn av Augusto Chaves Batista 1960. Tothia fuscella ingår i släktet Tothia och familjen Microthyriaceae.   Inga underarter finns listade i Catalogue of Life.